# Déclaration de Great Barrington
La déclaration de Great Barrington est un document rédigé au think tank libertarien Institut américain de recherche économique de Great Barrington (Massachusetts) et signé le 4 octobre 2020. 
Elle recommande une approche alternative contre la pandémie de Covid-19. Au lieu du confinement, décrit comme responsable d'effets physiques et mentaux négatifs, les auteurs recommandent la « protection focalisée » des personnes vulnérables, âgées et infirmes, et de permettre à la population générale ayant un risque de décès beaucoup plus faible de vivre leurs vies normalement jusqu'à ce que la société atteigne l'immunité grégaire,,.

## Contenu
La déclaration est rédigée et signée le 4 octobre 2020 à Barrington aux États-Unis, dans un contexte où aucun vaccin contre la Covid-19 n'est disponible. Elle préconise principalement de privilégier une protection renforcée auprès des personnes notamment âgées et vulnérables et de laisser la population générale circuler librement en s'appuyant sur l'idée d'une immunité collective. Elle ne mentionne pas une opposition à la vaccination de masse qui est inexistante à la date de diffusion de la déclaration du fait que les premières campagnes de vaccination en Europe commence fin décembre 2020.   
Le lendemain de la diffusion du manifeste le 5 octobre 2020, les trois auteurs sont reçus à Washington pour présenter leur position au secrétaire à la santé et aux services sociaux Alex M. Azar.

### Auteurs
Elle est parrainée par l'American Institute for Economic Research (AIER), un groupe de réflexion libertarien basé à Great Barrington dans le Massachusetts selon l'initiative de Martin Kulldorff (en) professeur de médecine à l'université Harvard, Sunetra Gupta professeure et épidémiologiste à l'université d'Oxford et Jay Bhattacharya professeur à l'École médicale de l'université Stanford.  

#### Martin Kulldorff
Martin Kulldorff (né en 1962) est un biostatisticien et épidémiologiste suédois. Professeur de médecine à la Harvard Medical School et biostatisticien au Brigham and Women's Hospital, il publie des recherches sur des sujets tels que la surveillance des maladies, les épidémies de maladies infectieuses, les statistiques d'analyse, la pharmacoépidémiologie et la sécurité des vaccins. Il est également biostatisticien au Brigham and Women's Hospital, membre du comité consultatif sur la sécurité des médicaments et la gestion des risques de la Food and Drug Administration et un ancien consultant des Centers for Disease Control. Il déclare que les campagnes de vaccination massives dans les pays riches ne sont pas adaptés et crée un problème d'approvisionnement en déclarant « Obliger les personnes qui ont eu le COVID à se faire vacciner n'a aucun sens d'un point de vue scientifique, et cela n'a aucun sens d'un point de vue de santé publique, mais c'est pire que cela. En fait, cela crée des problèmes parce que lorsque les gens voient qu'ils sont obligés de se faire vacciner alors qu'ils n'en ont pas besoin, cela crée beaucoup de méfiance envers la santé publique ». Selon lui, les vaccins doivent être administrées en priorité auprès de personnes vulnérables notamment âgées dans des pays en voie de développement (Amérique du Sud, en Afrique, au Moyen-Orient, en Asie du Sud) en déclarant « C'est donc une chose très contraire à l'éthique, immorale et égoïste pour nous aux États-Unis de le donner à des gens qui n'en ont pas besoin alors qu'il y a beaucoup de gens dans le monde qui en ont besoin et qui ne l'obtiennent pas. ». Il ne recommande pas également les différentes politiques de confinement qui ont des effets dévastateurs sur la santé publique à court et long terme. Face à de nombreuses critiques sur ses prises de positions, il déclare « Parfois, j'aimerais être chimiste et ensuite je pourrais être tranquille (...) Mais il se trouve que j'ai passé une vingtaine d'années à faire des recherches sur les épidémies de maladies infectieuses et aussi sur la sécurité des vaccins. Je ne vois pas comment je pourrais me taire ».  
Jay Bhattacharya
Jay Bhattacharya,  est professeur de médecine et d'économie à l'Université de Stanford. 

### Extrait
La déclaration est structurée autour de huit paragraphes. Se définissant au-delà des clivages politiques, elle vise principalement à mettre en garde contre les "effets néfastes" de certaines mesures sanitaires mises en place pour lutter contre la pandémie et préconise une approche personnalisée des mesures en différenciant les profils des personnes (enfant, adulte, personne âgée) et en fonction de leur vulnérabilité.   

À propos des conséquences pour les enfants, elle propose l'extrait suivant : 

« Les politiques actuelles de confinement produisent des effets désastreux sur la santé publique à court, moyen et long terme. Parmi les conséquences, on peut citer, entre autres, une baisse des taux de vaccination chez les enfants, une aggravation des cas de maladies cardio-vasculaires, une baisse des examens pour de possibles cancers ou encore une détérioration de la santé mentale en général. Cela va engendrer de grands excès de mortalité dans les années à venir, notamment dans la classe ouvrière et parmi les plus jeunes. Maintenir les écoliers en dehors de l’école est une grande injustice. »

À propos des personnes vulnérables, elle propose l'extrait suivant : 

« Le fait d’adopter des mesures pour protéger les plus vulnérables devrait être le but central des réponses de santé publique au COVID-19. À titre d’exemples, les résidences pour personnes âgées devraient être dotées de personnel qui a acquis l’immunité et qui réalise fréquemment des tests pour les autres membres du personnel et les visiteurs. Par ailleurs, la rotation du personnel devrait être la plus faible possible. Les personnes retraitées qui vivent chez elles devraient se voir livrer leurs courses à domicile. »

### Signataires
La déclaration prétend être signée par plus de 12 000 scientifiques et médecins. Parmi les signataires du Royaume-Uni, les scientifiques notables sont Dr Sunetra Gupta, épidémiologiste à l'Université d'Oxford, Ellen Townsend, professeur de psychologie de l'université de Nottingham et Dr Paul McKeigue, professeur d'épidémiologie génétique et de génétique statistique de l'université d'Édimbourg. Ils déclarent que le maintien des politiques de verrouillage en place jusqu'à ce qu'un vaccin soit disponible causerait « des dommages irréparables, les défavorisés étant touchés de manière disproportionnée ».

## Critiques
Ahmed Nafeez, journaliste du Byline Times (en), dénonce un manque de procédure de contrôle de l'identité des signataires : une personne lambda pouvait devenir un signataire confirmé de la déclaration et être classé comme scientifique ou médecin en falsifiant les informations d'entrée et en cochant une case. En réponse, Jeffrey A. Tucker, directeur éditorial d'AIER, a répondu sur Twitter en affirmant que :  « En fait, les administrateurs repoussent les fraudeurs depuis le début. Il n'est pas facile de gérer un site Web avec des millions de vues en cours, sans compter les trolls », mais n'a pas fourni de précision à propos d'éventuelles vérifications des signatures.
Selon le Dr Anthony Fauci, spécialiste des maladies infectieuses et conseiller scientifique à la Maison Blanche  qualifie la déclaration de Great Barrington de « ridicule » en ajoutant que « Cette idée que nous pouvons protéger uniquement les personnes vulnérables est d’une absurdité totale, a-t-il poursuivi. L’histoire a montré que ce n’était pas le cas. Et si vous parlez à quiconque a de l’expérience en épidémiologie, ils vous diront que cette proposition est risquée et que vous terminerez avec beaucoup plus d’infections de personnes vulnérables, qui conduiront à des hospitalisations et des décès. ». Le directeur général, Tedros Adhanom Ghebreyesus, lors d’une conférence de presse le 12 octobre 2020, qualifie cette approche de « scientifiquement et éthiquement problématiques » tandis que David Gorski, chirurgien oncologue américain engagé contre les médecines alternatives, qualifie les trois auteurs « soit d’idiots utiles, soit de complices de la diffusion de fausses informations, la deuxième option étant la plus plausible ». David Gorski déclare aussi que la déclaration propose une forme d'eugénisme.